# Club de Fútbol Torreón
El Club de Fútbol Torreón fue un equipo de fútbol profesional mexicano que jugó en la Primera División de México y Segunda División de México, con sede en la ciudad de Torreón, Coahuila.

## Historia

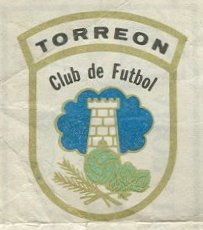
Escudo del Club Torreón

El equipo tuvo su origen en un antiguo club llamado Club Campesino de Fútbol Cataluña, apareció en la Segunda División de México durante la temporada 1960-61 en una expansión que se hizo de 18 a 20 equipos, donde también se agregó el Pachuca. Jugó con ese nombre durante 3 temporadas de 1960-61 a la 1962-63, posteriormente tomó el nombre de Torreón. En ese entonces se le llamaba "Palomos" al equipo por el color blanco de su uniforme, el cual conservó hasta que fue vendida la franquicia del equipo.
Ascendieron a la Primera División de México el 26 de enero de 1969 con el peruano Grimaldo González como entrenador y bajo la capitanía de Javier "El Capi" Lima. Fueron campeones de la temporada en la Segunda División y ocuparon el lugar de los descendidos Jabatos de Nuevo León.
En 1974, la franquicia fue vendida y trasladada a la ciudad de Guadalajara, Jalisco y se convirtieron en los Leones Negros de la Universidad de Guadalajara.

### El Ascenso
Elías “Chuleta” Aguilar recordó que fue en la temporada 1968-1969 cuando los "Diablos Blancos del Torreón" ascendieron a la Primera División de México sobre la base de una gran banco de relevos, pues el jugador que resultaba lesionado era suplido por otro de igual calidad.
Quien fuera Juan Abusaid Ríos, presidente municipal de Torreón en el bienio 1970-1972, se propuso que el Torreón ascendiera a la Primera División enseguida del Club Laguna, para ello, armó un buen equipo junto con el técnico Grimaldo González y el gerente Federico Sagiante, quien contrató los mejores refuerzos, entre ellos el medio volante Manuel Vilchis, Raúl Ramos y Jesús Puentes.
```
«Fue una gran satisfacción haber ascendido a Primera División, afortunadamente la volví a vivir, cuando ascendí con el 
Ciudad Madero
, al mando también de Grimaldo González, quien era un entrenador que nunca decía una grosería ni hacía aspavientos. Sus indicaciones las daba en el vestidor y “santo remedio”, en la cancha el jugador se encargaba de cumplirlas y afortunadamente todo salía bien», comentó 
Elías Aguilar
.
```

Elías Aguilar recordó que lograron el ascenso contra Zacatepec en el estadio Agustín “Coruco” Díaz el 29 de febrero de 1969, en un partido que empataron a tres goles, con el cual consiguieron el campeonato; el tercer tanto fue de él.

### Después del Ascenso
Después de conseguir el ascenso, el domingo 2 de marzo de 1969, los "Diablos Blancos del Torreón" conquistaban el título de Campeón de Copa de Segunda División, al vencer al Puebla cuatro goles a cero. Con tres anotaciones de Genaro Torres y un gol de Raúl Ramos. Por haber ganado el Torneo de Liga y el de Copa, el Torreón se coronó automáticamente Campeón de Campeones de Segunda División 'B' de México el 2 de marzo de 1969. Cabe destacar la gran actuación de ellos este año.

### El Primer Torneo y la Primera Final
Como la Copa MX (69-70) se jugó antes que el campeonato de liga, fue en aquel torneo donde el Torreón hizo su debut en la Primera División, en un Clásico Lagunero contra la Club de Fútbol Laguna ante una tribuna llena en el Estadio San Isidro, celebrado el 13 de abril de 1969, en lo que fue el juego de ida, empataron ambas escuadras con goles de Salvador Reyes por la Club de Fútbol Laguna y Genaro Torres por el Torreón.
El Partido de vuelta estaba programado para el domingo 20 de abril en el Estadio Revolución, pero la pasión se desbordó y los aficionados de ambas escuadras invadieron la cancha, ocasionando una serie de desmanes, por lo que el árbitro Diego Di Leo decidió suspender el encuentro y reanudarlo para el día siguiente. El partido se jugó finalmente el lunes 21 de abril y los Diablos Blancos ganaron en la tanda de penales 3-2, con 3 goles de José "Caica" Zamora, ya que en el tiempo reglamentario terminaron a un gol por bando con goles del peruano Hugo Lobatón, por parte del Torreón, y el brasileño Amaury Epaminondas para el Laguna.
Los Diablos Blancos avanzaron a cuartos de final, ronda en la que eliminaron al Monterrey para calificar a semifinales, ganándole 3-1 en el Estadio Revolución y perdiendo 1-0 en el estadio Tecnológico de Monterrey de la sultana del Norte. En la semifinal se enfrentaron al León y dieron la gran sorpresa al vencerlos 1-0 en el Estadio Revolución con gol de Elías "La Chuleta" Aguilar, y repitiendo al vencerlos en el Nou Camp por 2-1, con goles de Raúl Ramos y Heriberto Trigo, el global fue de 3-1, con lo cual obtuvieron el derecho de disputar la gran final de la Copa MX 69-70 contra el Campeón de la Época: Las Chivas de Guadalajara; con el cual perdieron los dos encuentros, 2-1 en el Estadio Revolución y 3-2 en el Estadio Jalisco. Con lo cual en su primer torneo oficial en primera división alcanzaron la gran final, dejando un gran sabor de boca para los aficionados.

### El Paso por Primera
Cinco temporadas estuvo el equipo Torreón en la Primera División, en la campaña 72-73 jugó 11 partidos sin perder. Disputó en una sola ocasión el descenso en la temporada 1971-1972 en donde jugando un tercer encuentro en cancha neutral, en el Estadio Jalisco de Guadalajara, se enfrentó a los freseros del Irapuato.
El Torreón en el minuto 5, anota su gol mediante penal cometido por mano en el área chica del jugador Arturo Razo, siendo realizado por el "Conejo" Aníbal Tarabini. Faltando 8 minutos para terminar el encuentro, se marca penal a favor del Irapuato, el cual es cobrado por el brasileño Mariano Ubiracy, quien falló, dado que el arquero René Vizcaíno lo detuvo, por lo cual ganó el Torreón y se quedó en la Primera División.  
La afición fresera no perdonó y buscó a los culpables, siendo apedreada la casa de Mariano Ubiracy por los aficionados furiosos por el resultado. Las estaciones de radio le dedicaban la canción "Golpe traidor". El Irapuato descendería después de 17 años en Primera División. El técnico del Irapuato era el Churumbel Mario Rey, el cual llegó como relevo y nunca pudo cambiar el destino de este club.

### Los Grandes Momentos
Uno de los grandes triunfos del Torreón en Primera División fue contra Cruz Azul por 5-2 en el Estadio Moctezuma ahora llamado Estadio Corona en la Temporada 1971-1972, en donde la delantera del Torreón liderada por el "Conejo" Aníbal Tarabini, Enzo Gennoni, José "La Caica" Zamora, hicieron estragos en la defensa del Cruz Azul que en ese momento era la menos goleada. 
Era el Cruz Azul del "Gato" Miguel Marín, Javier Guzmán, Alberto Quintano, Javier Sánchez Galindo, Marco Antonio Ramírez, Cesáreo Victorino, Horacio López Salgado, Héctor Pulido, Eladio Vera Arias, etc. el inolvidable Cruz Azul de los 70's. Y en el último partido del mismo torneo sufrió una goleada histórica por parte de los Panzas Verdes del León de 11-3, el domingo 18 de junio de 1972, en donde el argentino Roberto Salomone anota 7 goles, que inclusive le valió entrevistas de su país natal (Argentina) como de varias partes del mundo. No es frecuente hacer este número de goles.

### Venta y desaparición
La franquicia fue vendida y transferida a la ciudad de Guadalajara, Jalisco al final de la temporada 1973-1974 para convertirse en los Leones Negros de la Universidad de Guadalajara. Su último partido en Primera División fue el 21 de abril de 1974: una derrota 1-0 contra los Tiburones Rojos de Veracruz en el Estadio Luis "Pirata" Fuente.

### Números totales
Estos son los números totales del Torreón en la Primera División de México:
| PJ  | PG | PE | PP | GF  | GC  | Pts | DIF |
| 199 | 50 | 61 | 88 | 211 | 305 | 211 | -94 |

Estos son los números totales del Torreón en la Copa MX:
| PJ | PG | PE | PP | GF | GC | Pts | DIF |
| 23 | 7  | 7  | 9  | 25 | 23 | 21  | 2   |

## Estadio
El Club de Fútbol Torreón en sus inicios jugaba en el Estadio Revolución. En 1970 fue inaugurado el Estadio Moctezuma, sede del equipo hasta su desaparición en 1974. Posteriormente, se le conoció como Estadio Corona de la Colonia Carolinas y fue escenario del club Santos Laguna, hasta su demolición en el año 2009.

## Palmarés

### Torneos nacionales
- Subcampeón de la Copa México (1): 1969-1970
- Segunda División de México (1): 1968-1969
- Copa de la Segunda División de México (1): 1968-1969
- Subcampeón de la Copa México de la Segunda División de México (1): 1953-1954

### Campeones de goleo
- Copa México 1969-70  Elías Aguilar (4 goles)*

(*)  compartido.